# ألبرت إليس
ألبرت إليس (Albert Ellis) (ولد في 27 من سبتمبر 1913م - وتوفي في 24 من يوليو 2007م) هو نفساني (عالم نفس) أمريكي طوَّر نظرية العلاج العقلاني الانفعالي السلوكي (REBT). وقد حصل على درجتي الماجستير والدكتوراة في علم النفس السريري من جامعة كولومبيا والمجلس الأمريكي في علم النفس المهني (ABPP). كما أنه أسس معهد ألبرت أليس الذي يوجد مقره في مدينة نيويورك وترأسه لعقود. ويُعتبر عامةً واحدًا من مبتدئي التحول المعرفي الجذري في علم النفس المرضي، ومؤسس العلاجات المعرفية السلوكية. واعتُبر ثاني أكثر طبيب نفسي تأثيرًا في التاريخ بناءً على دراسة مهنية قامت بها الولايات المتحدة وعلماء النفس الكنديون في عام 1985م، (حيث صُنِّف كارل روجرز (Carl Rogers) في المركز الأول؛ وسيغموند فرويد (Sigmund Freud) في المركز الثالث وفقًا للدراسة. وقد وصفته مجلة سايكولوجي توداي (Psychology Today) قبل وفاته «بأعظم عالم نفس على قيد الحياة».

## حياة سابقة
ولد إليس في مدينة بيتسبرغ في ولاية بنسلفانيا ونشأ منذ صغره في حي برونكس في مدينة نيويورك. كان أجداده من جهة الأب مهاجرين يهوديين من الإمبراطورية الروسية، وأجداده من جهة الأم من غاليسيا في بولندا في الإمبراطورية النمساوية-المجرية. كان إليس الابن الأكبر من أصل ثلاثة أولاد، وكان والده، هاري، سمسارًا جوالًا بعيدًا عن المنزل في رحلات عمل. لم يُظهر والده الكثير من المودة فتطلق الزوجان وعاش إليس مع والدته.
وصف إليس والدته، هاتي، بأنها امرأة مشوشة ومصابة باضطراب ثنائي القطب. شرحت هاتي آرائها القوية حول معظم الموضوعات، ولكنها نادراً ما دعمتها بأساس واقعي. لم تكن هاتي قريبة عاطفيًا من أطفالها أيضًا. روى إليس أنها كانت تبقى نائمة في كثير من الأحيان عندما يغادر إلى المدرسة وعادة لم يجدها في المنزل عند عودته. لم يُظهر إليس تذمره بل تولّى مسئولية رعاية إخوته، واشترى منبهًا من مصروفه الخاص ليوقظ ويجهّز أخيه الأصغر وأخته للمدرسة. سعى الأطفال الثلاثة إلى العمل لمساعدة الأسرة خلال فترة الكساد الكبير.
عانى إليس من بعض المشاكل الصحية في صغره وشبابه إذ نُقل إلى المستشفى في سن الخامسة بسبب إصابته بمرض في الكلى، ونُقل أيضًا بسبب التهاب اللوزتين مما أدى إلى إصابته بالبكتريا العقدية الحادة التي تتطلب جراحة طارئة، وذكر أنه أُدخل إلى المستشفى نحو ثماني مرات خلال سنتين، واستغرقت إحداها ما يقارب العام. قدّم والديه القليل من الدعم العاطفي له خلال هذه السنوات وزاروه بضعة مرات في المستشفى. قال إليس بأنه تعلم مواجهة مصائبه لوحده لأنه طور مشاعر لامبالاة متزايدة تجاه هذا الإهمال. لازمه المرض طيلة فترة حياته وأُصيب بداء السكري عندما كان في عمر الأربعين.

## التعليم والعمل المبكر
دخل إليس مجال علم النفس السريري بعد حصوله أولاً على درجة بكالوريوس الآداب في إدارة الأعمال من -ما كان يعرف آنذاك باسم- كلية وسط مدينة نيويورك في عام 1934. عمل لمدة قصيرة في مجال الأعمال والكتابة. حدث هذا في فترة الكساد الكبير الذي بدأ في عام 1929 عندما اكتشف التأثير السيئ لهذه الفترة على مجال الأعمال. اكتشف قدرته على كتابة القصص الخيالية بشكل جيد، وبدأ بالبحث والكتابة عن النشاط الجنسي البشري. أقنعته الاستشارة في هذا الموضوع بالبحث عن وظيفة جديدة في علم النفس السريري.
بدأ إليس دراساته للحصول على درجة الدكتوراه في علم النفس السريري في كلية المعلمين بجامعة كولومبيا، والتي درّبت علماء النفس على التحليل النفسي في عام 1942. أكمل ماجستير الآداب في علم النفس السريري من كلية المعلمين في يونيو في عام 1943، وبدأ بالعمل الخاص بدوام جزئي بينما كان يدرس للحصول على درجة الدكتوراه، ويعود ذلك ربما إلى عدم وجود ترخيص لعلماء النفس في نيويورك في ذلك الوقت. بدأ إليس نشر المقالات حتى قبل حصوله على الدكتوراه. كتب مقالة لنقد الكثير من اختبارات الشخصية المشهورة التي تستخدم القلم الرصاص والورق في عام 1946.
حصل على درجة الدكتوراه في علم النفس السريري في كولومبيا في عام 1947، واعتقد حينها أن التحليل النفسي كان أعمق وأشمل شكل من أشكال العلاج. اهتم إليس كغيره من علماء النفس في عصره بنظريات سيغموند فرويد. سعى للحصول على تدريب إضافي في التحليل النفسي ثم بدأ في ممارسة التحليل النفسي الكلاسيكي. بدأ إليس بتحليل يونغيان وبرنامج بإشراف ريتشارد هولبيك، وهو محلل رئيسي في معهد كارين هورني (الذي عمل به هيرمان رورشاش مطور اختبار رورشاش إنكبلوت كمحلل نفسي)، وذلك بعد فترة وجيزة من حصوله على درجة الدكتوراه في عام 1947. عمل في ذلك الوقت كمعلّم في جامعة نيويورك وجامعة روتجرز وجامعة ولاية بيتسبرج، وشغل عدة مناصب قيادية في فريق العمل وتضاءلت ثقته تدريجيًا في التحليل النفسي.

## العلاج العقلاني الانفعالي السلوكي
نشر إليس أول كتاب رئيسي له حول العلاج العقلاني الانفعالي السلوكي في عام 1962. يعد هذا العلاج علاجًا نفسيًا نشطًا ومرتكزًا على أسس فلسفية وتجريبية، ويهدف إلى حل المشكلات والاضطرابات العاطفية والسلوكية ومساعدة الناس على أن يعيشوا حياة أكثر سعادة وأكثر إرضاءً. يعتبر هذا العلاج الشكل الأول من أشكال العلاج المعرفي السلوكي.

## دراسات تقييم النزاهة
ركز إيليس في جزء من بحثه على النزاهة السلوكية من خلال علم النفس التجريبي التطبيقي في عام 1979 من القرن العشرين وخلال العقدين التاليين، وركز أيضًا على الموثوقية والأمانة والولاء كسلوكيات نفسية اجتماعية. يقيّم الالتزام التنظيمي كقاعدة معرفية بشكل ملموس من خلال الصور التي تُطوَّر في معهده.

## العمل كباحث في علم الجنس والجنس والحب
عُرف إيليس كواحد من مؤسسي الثورة الجنسية الأمريكية بحلول الستينيات من القرن العشرين، وعُرف أيضًا في حياته المهنية السابقة بعمله كعالم جنس ولإنسانيته الليبرالية، ورُبط اسمه في بعض المعسكرات بالآراء المثيرة للجدل حول النشاط الجنسي البشري. عمل إليس مع عالم الحيوان البارز وباحث الجنس ألفريد كينزي واستكشف موضوع النشاط الجنسي البشري والحب. تجسد اهتمامه بالعلاقة بين الجنس والحب في عدد من الكتب والمقالات منذ بداية حياته المهنية.
نشر إليس عمله الكلاسيكي «جنس بلا ذنب» والذي أصبح معروفًا بالدفاع عن موقف الليبرالية تجاه الجنس في عام 1958. كتب أيضًا في مجلة بول كراسنر «ذا ريليست». نشر إليس في عام 1965 كتابًا بعنوان «المثلية الجنسية: أسبابها وعلاجها» واعتبر المثلية الجنسية حالة مرضية يجب علاجها. غيّرت الجمعية الأمريكية للطب النفسي موقفها من المثلية الجنسية في عام 1973 وأعلنتها بأنها ليست حالة اضطراب عقلي وبالتالي فهي ليست حالة يجب علاجها. أعاد إليس شرح وجهات نظره السابقة في كتابه بعنوان «الجنس والرجال الأحرار» في عام 1976، وأوضح أن بعض سلوكيات المثليين جنسيًا غير السوية يمكن أن تكون قابلة للعلاج، لكن في معظم الحالات، لا ينبغي النظر إلى المثلية الجنسية على أنها شرًا أم خيرًا إلا من وجهة نظر دينية.
أعاد إليس كتابة كتابه «جنس بلا ذنب» في عام 2001، وأعاد إصداره بعنوان «جنس بلا ذنب في القرن الحادي والعشرين». شرح فيه وجهة نظره الإنسانية حول الأخلاق الجنسية والأخلاقية وعززها، وخصص فصلاً عن المثلية الجنسية لتقديم المشورة والاقتراح للمثليين جنسياً حول كيفية التمتع بحياتهم الجنسية العاطفية وتعزيزها.

## إليس والدين
عبّر إليس في النسخة الأصلية من كتابه «جنس بلا ذنب» عن رأيه بأن القيود الدينية على التعبير الجنسي غالباً ما تكون غير ضرورية ومضرة بالصحة العاطفية. ناقش أيضًا علماء النفس الدينيين مثل أورفال هوبارت مورر وألين بيرجين حول الافتراض القائم على مساهمة الدين في الاضطراب النفسي في أغلب الأحيان. أعطته الجمعية الإنسانية الأمريكية لقب إنساني العام في عام 1971 بسبب اعترافه الصريح بالإنسانية المشركة.
كان أيضًا أحد الموقعين على البيان الإنساني بحلول عام 2003. وصف إليس نفسه مؤخرًا بأنه ملحد احتمالي، وهذا يعني أنه على الرغم من إدراكه بعدم تأكده التام من عدم وجود إله، فهو يعتقد أن احتمال وجود إله صغير جدًا لدرجة أنه لا يستحق اهتمامه أو اهتمام أي شخص آخر.
حرص إيليس على إعلان استقلال العلاج العقلاني الانفعالي السلوكي عن الإلحاد، وأشار إلى أن العديد من الممارسين الماهرين متدينين وذلك مثل بعض الوزراء المعينين. قلل بشكل كبير من معارضته للدين في أيامه الأخيرة، وحافظ على موقفه الإلحادي الراسخ واقترح أن الإلحاد المدروس والاحتمالي كان على الأرجح النهج الأكثر عاطفيًا تجاه الحياة، وأقر واتفق مع أدلة الاستبيان التي تشير إلى أن الإيمان بالله المحب يمكن أن يكون أيضًا صحيًا من الناحية النفسية.
أعاد صياغة وجهة نظره المهنية والشخصية في أحد كتبه الأخيرة بعنوان «الطريق إلى التسامح» بناءً على هذا النهج اللاحق للدين، وشارك في تأليف كتاب بعنوان «الإرشاد والعلاج النفسي مع الأشخاص المتدينين: نهج العلاج العقلاني الانفعالي السلوكي»، ووصف اثنان من علماء النفس الدينيين، وهما ستيفان لارس نيلسن ودبليو براد جونسون، مبادئ دمج الأساليب والمعتقدات الدينية مع خطة العلاج أثناء التعامل مع الأشخاص المتدينين.

## كتابات أخرى
- Albert Ellis. Theories of Personality: Critical Perspectives, with Mike Abrams, PhD, and Lidia Abrams, PhD. New York: Sage Press, 2008
- Emmett Velten. Under the Influence: Reflections of Albert Ellis in the Work of Others. See Sharp Press, 2007
- Emmett Velten. Albert Ellis: American Revolutionary. See Sharp Press, 2009
- Albert Ellis. Rational Emotive Behavior Therapy: It Works for Me – It Can Work for You by Albert Ellis. Prometheus Books, 2004
- Joseph Yankura and Windy Dryden. Albert Ellis (Key Figures in Counselling and Psychotherapy series). Sage Publications, 1994

## وصلات خارجية
- ألبرت إليس على موقع إن إن دي بي (الإنجليزية)

### المواقع الرئيسية
- The Albert Ellis Institute (New York City)
- The REBT Network – Albert Ellis and Rational Emotive Behavior Therapy
- Albert-Ellis-Friends.Net: A Rational Oasis
- Albert Ellis Biography Site
- Albert Ellis Information Site
- Association for Rational Emotive Behaviour Therapy
- Wife of Dr Albert Ellis and REBT Teacher, Author, Presenter and Practitioner
- REBT Practitioner, Lecturer & Author

### مقالات ومختارات
- Psychotherapy.net: An Interview with Albert Ellis
- Selfgrowth.com: Albert Ellis
- Santa Maria Times: Dr. Albert Ellis and his legacy
- Ellis' classic A Guide To Rational Living - a brief introduction
- Boston Herald: Shrink was ours for a song – One last refrain for Albert Ellis
- Prospect Magazine: Portrait – Albert Ellis